# Crayon Shin-chan: Bakuhatsu! Onsen wakuwaku dai kessen
Crayon Shin-chan: Bakuhatsu! Onsen Wakuwaku Daikessen (クレヨンしんちゃん 爆発!温泉わくわく大決戦 Kureyon Shinchan: Bakuhatsu! Onsen Wakuwaku Daikessen) là một bộ phim anime 1999. Đây là phim thứ 7 dựa trên manga và anime hài hước Crayon Shin-chan. Phim được công chiếu ở các rạp Nhật Bản vào ngày 19 tháng 4 năm 1999. Phim được sản xuất bởi Shin-Ei Animation.